# Trevor Ford
Pour les articles homonymes, voir Ford (homonymie).
Trevor Ford (né le 1er octobre 1923 à Swansea - mort le 29 mai 2003 à Swansea) était un footballeur gallois.
Avant-centre dans les années 1940-1950 à Aston Villa, Cardiff City, Sunderland et Swansea, Ford a marqué 23 buts en 38 sélections en équipe du Pays de Galles entre 1942 et 1957.

Il est le deuxième meilleur marqueur de l'histoire de la sélection galloise derrière Ian Rush (28), à égalité avec Ivor Allchurch.